# Акт устранения

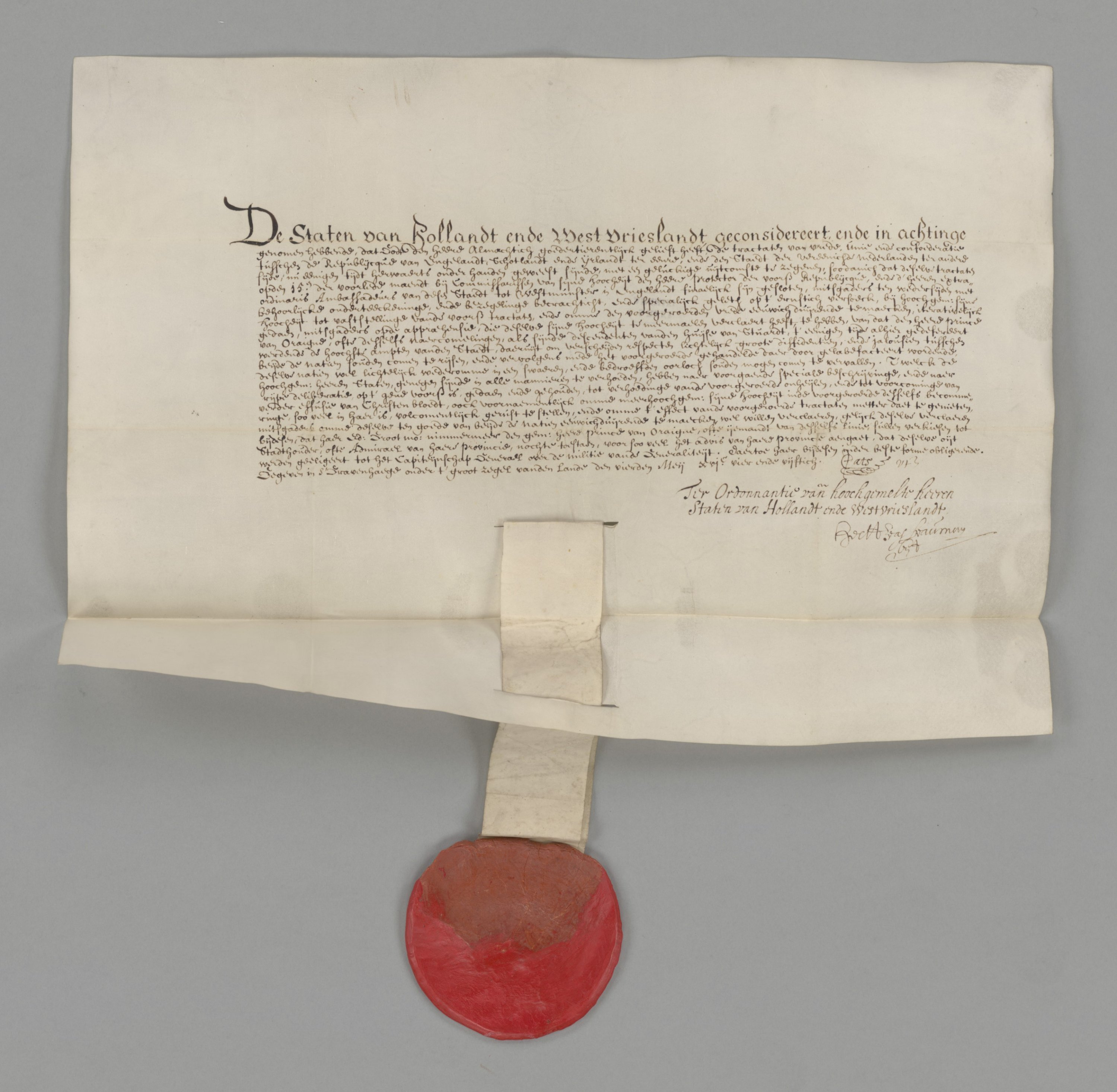
Акт устранения с висящей печатью

Акт устранения — акт, изданный Генеральными Штатами по требованию секретного приложения к Вестминстерскому договору между Голландской республикой и Английской республикой, согласно которому Вильгельм III, принц Оранский, устранялся с должности штатгальтера. Первый Период без штатгальтера был провозглашён регентами в январе 1651 года в Гааге на Великой Ассамблее Генеральных штатов, собрания представителей Штатов каждой из Соединённых провинций. Это собрание было созвано после смерти штатгальтера Вильгельма II 6 ноября 1650 года, когда Штаты Голландии решили упразднить должность штатгальтера в своей провинции. Главными инициаторами акта были Ян де Витт, Корнелис де Графф, Якоб ван Вассенар Обдам, Йохан Вольферт ван Бредероде.
По Вестминстерскому договору, Ян де Витт, великий пенсионарий Голландии, не только окончил Первую англо-голландскую войну, но и гарантировал, что фракция регентов-оранжистов будет максимально ослаблена, так что английским республиканцам не придётся опасаться того, что Вильгельм III (четырёх лет от роду на тот момент) станет сильным правителем Нидерландов, способным снова возвести на английский трон Стюартов, с которым он был связан тесными родственными узами по матери, принцессе Марии. По иронии судьбы, позднее Вильгельм III сместил с трона Якова II Стюарта в ходе Славной революции, таким образом положив конец всяким поползновениям абсолютизма в Англии.
Поскольку остальные провинции, узнав о секретной статье, отказались бы подписать договор, де Витт договорился, что эта статья будет касаться только Штатов Голландии. Генеральные Штаты были оставлены в полном неведении, как и фризский уполномоченный на переговорах Алларт Питер ван Йонгесталь. Только два представителя Голландии (Иероним ван Бевернинг и Виллем Ниупорт) были посвящены в тайну. Следовательно, Генеральные штаты 22 апреля 1654 года ратифицировали договор без секретного приложения.
Главными инициаторами введения Акта в действие были де Витт и его дядя Корнелис де Графф. Штаты Голландии обсудили Акт и ратифицировали его 4 мая 1654 года, при противодействии риддеров Голландии (делегаты от дворянства, которое имело 1 голос в Штатах) и шести городов (по одному голосу от каждого). Лишь после этого Оливер Кромвель ратифицировал договор (включая секретную статью) со стороны Англии, как это было согласовано заранее:722-723.
По словам де Витта, секретное приложение было включено по требованию Кромвеля, и он (де Витт) добился его ратификации лишь с большим трудом. Депутаты Штатов от Фризии даже потребовали расследование поведения голландских уполномоченных на переговорах.:725 Когда вскоре после этого Акт получил огласку, согласно де Витту, благодаря служащему Ван Мессему, было принято считать, что де Витт сам это спланировал. В XIX веке исследование его тайной переписки показало, что это не так. В настоящее время имеется множество мнений по этому поводу, проистекающих из подозрений, что де Витт манипулировал перепиской из страха, что она может попасть в чужие руки.
Когда Реставрация возвела на престол Англии Карла II, Штаты Голландии объявили, что Акт устранения таким образом утратил силу, поскольку был заключён с Английской республикой, уже прекратившим существование государством.
В 1667 году де Витт и его сторонники, казалось, навсегда оградили влияние Оранских Вечным эдиктом. Тем не менее, в 1672 году Штаты Голландии отменили указ и сделали Вильгельма Оранского штатгальтером.